# Danièle Dupré
Danièle Dupré (fl. 20. Jahrhundert) war eine französische Chanson-Sängerin der 1950er Jahre.

## Leben und Wirken
Sie lebte in ihrer Kindheit einige Jahre in Brasilien. Zurück in Frankreich nahm sie Gesangsunterricht, hatte Musikauftritte und spielte 1957 eine Nebenrolle in der Komödie Die Pariserin.
Sie vertrat Luxemburg beim Grand Prix Eurovision de la Chanson 1957 in Frankfurt am Main. Mit der Ballade Amours mortes (Tant de peine) erreichte sie den vierten Platz.
Einige Singles von ihr erschienen noch bei der Plattenfirma Polydor, danach zog sie sich vom Musikgeschäft zurück um als Innenarchitektin tätig zu werden.